# Influence sociale
L'influence sociale, aussi appelée « pression sociale », est un processus psychologique et social par lequel une personne ou un groupe modifie les opinions, comportements ou attitudes d'une autre personne ou d'un autre groupe, volontairement ou involontairement. Elle repose sur des interactions et peut se manifester sous Différentes formes, comme la conformité, la soumission, ou l’obéissance, ce phénomène est central dans les relations humaines et contribue à l’apprentissage, à la transmission des normes et à la cohésion sociale, mais peut aussi engendrer des pressions ou manipulations, et dont le résultat est d'imposer des normes dominantes en matière d'attitude et de comportement. Émile Durkheim fut le premier sociologue à souligner la « force » du social sur l'individu[réf. nécessaire][Information douteuse].
Cette influence entraîne la modification des comportements, attitudes, croyances, opinions ou sentiments d'un individu ou d'un groupe à la suite du contact avec un autre individu ou groupe. Pour noter un tel effet d’influence, une quelconque relation doit exister entre ces entités. On distingue plusieurs types d’influences sociales, dites typologies d'influence, telles que le conformisme, l'innovation et la soumission à l'autorité. Il existe également d’autres phénomènes qui peuvent s’expliquer en termes d’influence sociale comme la résistance qui s'oppose aux phénomènes précédents.
L'influence sociale couvre un champ très vaste. Les phénomènes étudiés peuvent être observés au quotidien.

## Normes sociales
Une norme sociale est définie comme étant une règle implicite ou explicite qui prescrit le comportement adéquat à adopter en société dans des situations bien déterminées. Ces normes sont donc une source d'influence importante de par le fait qu'elles prescrivent aux gens la façon dont ils devraient se comporter afin de ne pas être catégorisés comme « hors norme ». La crainte d'être catégorisé comme tel engendre une forme d'influence puissante que l'on retrouve par exemple dans le conformisme.
Les normes sociales sont influencées par la culture et peuvent donc varier drastiquement d’un pays à l’autre ainsi que toucher des sujets très divers comme la nudité ou la manière de se saluer. Par exemple en France la nudité est fortement associée à la notion de pudeur, par contre, être dénudé est tout à fait normal pour un membre d'une tribu de Papouasie, qui lui, risquerait d’être mal vu s’il venait à porter des vêtements.
Les normes régulent également beaucoup de domaines différents de la vie quotidienne comme les repas, les loisirs, l’espace personnel, le temps, les interactions, etc. Elles varient non seulement culturellement mais peuvent également être différentes selon le statut social ou encore le genre.
Le rôle social comprend un ensemble de normes attendues sur la façon de se comporter.
Ces comportements sont suffisamment ancrés dans les mentalités qu’ils en sont devenus presque inconscients. Dans des grandes situations moins habituelles, l'automatisme disparaît et l'attention se reporte sur les comportements des autres afin de les calquer et d’agir selon la norme attendue.

## Historique
Dans la mythologie grecque, c'est sous la pression de la population incitée par un certain Phoinodamas que le roi de Troie Laomédon doit sacrifier sa propre fille Hésione,.

## Typologies d'influence

### Deutsch et Gerard
C’est à la suite des expériences de Muzafer Sherif et Solomon Asch notamment, qu’en 1955, Morton Deutsch et Harold Benjamin Gerard entament leurs travaux. Sachant que les processus psychologiques individuels sont sujets à l’influence sociale, selon eux, dans ces expériences, les sujets n’agissaient pas en tant que membres d’un groupe. Le but de leur travail était donc de mettre en avant qu’il existe deux types d’influences sociales et que celles-ci sont opérationnelles dans ces expériences.
Ils ont d'une part identifié l'influence informationnelle, définie comme « l’influence d’accepter l’information obtenue de quelqu’un d’autre comme preuve de la réalité ». En effet, l’individu, soucieux de fournir une réponse correcte, cherche à rassembler les informations pertinentes qui lui permettront de résoudre la tâche à laquelle il est confronté ; pour y parvenir, l'individu se base notamment sur l'avis d'autrui.
D'autre part ils ont identifié l'influence normative, définie comme « l’influence de se conformer aux attentes positives de quelqu’un d’autre (individu ou groupe) ». En effet, l'individu qui souhaite rester membre d'un groupe doit adhérer aux normes de celui-ci, la majorité étant plus favorable à un comportement de conformité qu’à un comportement de déviance. De plus, le groupe peut décider de punir un membre qui n’adhère pas aux normes. Celui-ci ressentirait alors la pression à se plier à ces normes en vue d’éviter la punition. Plusieurs études ont en effet mis en avant que ceux qui s’écartaient des normes se voyaient rejetés du groupe,. Ceci reflète l’importance qu’accorde l’individu à son image sociale.
Pour vérifier les hypothèses qu'ils avaient posées, ils ont repris la situation expérimentale que Asch avait développée en y apportant quelques modifications. Les principaux résultats de leur expérience ont mis en avant que lorsqu’une situation de groupe était créée, même si celle-ci était triviale et artificielle, l’influence sociale normative augmente, produisant plus d’erreurs dans le jugement des individus. Ils ont également noté un effet moindre de ce type d’influence lorsque les individus donnaient leurs réponses de manière anonyme. En effet, contrairement à une situation de groupe, l'anonymat les protège de la pression immédiate de se conformer (en observant par exemple certaines expressions de stupéfaction visibles chez les autres membres du groupe). Un autre résultat met en avant que plus le sujet est incertain par rapport à la justesse de son jugement, plus il sera sensible à l’influence sociale dans la construction de celui-ci.
Pour illustrer ces deux types d’influence, Luc Lamarche partage une de ses expériences personnelles : lorsqu’il assistait à un congrès scientifique à Paris, il fut surpris qu’à la fin de sa conférence, les personnes présentes aient commencé à taper sur les tables. Lorsqu’il s’aperçut qu’il en fut de même pour celui qui le suivait, il comprit que ce comportement indiquait une appréciation (influence informationnelle). De plus, ne voulant pas être le seul à applaudir à la fin de la conférence suivante, il tapa sur la table. Il se conforma dès lors au comportement des autres (influence normative).

### Kelman
En 1958, Herbert Kelman (en) identifie trois processus d'influence distincts.
- La compliance : un individu change de comportement dans le but d'obtenir une récompense et afin d'éviter une punition de la part d'un individu ou d'un groupe. Toutefois, ses croyances restent inchangées[13]. Par exemple, accepter de fumer car son ami le fait, pour éviter d’être rejeté par ce dernier tout en continuant de croire que ce n’est pas bon pour la santé. De ce fait, l’individu s’est soumis à la volonté de son ami sans pour autant modifier ses croyances.
- L'identification : un individu change de comportement car il s'identifie à l'individu ou au groupe qui constitue la source d'influence[13]. Il faut noter que l’identification est le processus d’influence le plus fort. En effet, l’individu modifie ses croyances en fonction de son modèle de référence (un individu ou un groupe). Cela signifie que lorsqu’il change de modèle, il modifie également ses croyances[9]. Par exemple, l’individu s’habille de la même façon que les autres membres du groupe auquel il s’identifie.
- L'intériorisation : un individu change de comportement car celui-ci est congruent avec son système de valeurs[13]. Par exemple, adhérer aux idées d’une personne ou d’un groupe en opérant chez soi un changement interne.

## Phénomènes observés en influence sociale

### Conformisme
L'influence de la majorité sur l'individu est nommée conformisme. Il est défini plus précisément comme « un changement de comportement ou de croyance résultant de la pression réelle ou imaginée d’une majorité à l’endroit d’un individu ou d’une minorité d’individus ». Jacques-Philippe Leyens met en avant que la majorité influente peut être quantitative ou qualitative. La majorité influente est quantitative lorsque c’est le nombre important de ses membres qui lui donne du poids ; elle est qualitative lorsque c’est le niveau de compétence, le prestige ou l’autorité qui repose légitimement dans cette majorité.

Représentation schématique de l'expérience de Solomon Asch.

C’est en 1951 que Solomon Asch entreprend ses recherches sur le conformisme.
Son expérience la plus connue met en jeu un groupe allant jusqu’à une dizaine de personnes, où le sujet d’expérience est seul et le reste du groupe est complice de l’équipe de recherche. La tâche proposée au groupe est de comparer un segment témoin à trois autres, parmi lesquels un seul a la même longueur que le segment témoin, l’expérience effectuée sur des individus témoins avait permis de déterminer que la tâche était non ambigüe puisque les réponses étaient systématiquement bonnes.
Dans chaque groupe, chaque personne doit alors dire à haute voix quels segments il pense être identiques, le sujet du test étant placé en avant-dernier. Chaque test contient une série de 18 questions sur la longueur des segments, les complices de l'expérimentateur répondant faussement à 12 reprises. 123 sujets ont été testés, qui répondent faux comme le reste du groupe dans 36,8 % des cas.
L'origine du phénomène de conformisme pourrait se trouver dans le fait que l'unanimité d'un groupe d'individus plaide en faveur de l'exactitude de l'opinion exprimée. De plus, les individus craignent généralement la désapprobation sociale : ils ont peur des conséquences de leur désobéissance, notamment de se faire rejeter.
On peut également expliquer le conformisme en regard des typologies développées, d’une part, par Kelman et, d’autre part, par Deutsch et Gerard. Le processus d’influence en jeu dans cette expérience est la soumission, ce qui correspond à la compliance définie par Kelman. En effet, ce n’est pas parce que l’individu se conforme à la majorité qu’il accepte la réponse de celle-ci comme juste. Le conformisme s'explique également par deux types d'influence suivants la théorie de Deutsch et Gerard : une influence informationnelle (le groupe a raison contre l'individu) et une influence normative (il est plus coûteux de subir la désapprobation du groupe que de se conformer).
De multiples paramètres peuvent influencer le conformisme d’un sujet, notamment la taille du groupe, l'unanimité du groupe, la difficulté de la tâche, l'ambiguïté du stimulus, l'attrait pour le groupe, la confiance en soi du sujet, le besoin d'affiliation, la culture, etc..

### Innovation
L’innovation est définie comme l’influence qu’a un individu ou une minorité de personnes sur une majorité. Contrairement au conformisme, c’est la minorité qui réussit à imposer son point de vue. Ceci engendre des comportements nouveaux ou modifie ceux qui étaient déjà en place. Afin de se faire entendre, la minorité doit passer outre à la « déviance » qui lui est prêtée pour son refus de se conformer aux normes et de suivre la majorité. Le film Douze hommes en colère de Sidney Lumet est un bel exemple de ce phénomène. En effet, on y retrouve 12 jurés devant décider du sort d'un accusé. Face à une majorité sûre de la culpabilité du prévenu, un homme en doute. Il expose ses arguments avec fermeté et finit par faire changer d'avis les autres jurés un par un.
Plusieurs éléments sont favorables à l’émergence d’une innovation :
- la constance : elle se veut aussi bien « interne » (ou intra-individuelle : la personne semble convaincue de ce qu'elle affirme) que « sociale » (ou inter-individuelle : le groupe minoritaire adopte une position ferme et valide). Une minorité unie, cohérente et constante est beaucoup plus efficace face à la majorité ;
- la confiance : avoir confiance en soi ou, en tout cas, en donner l’impression est beaucoup plus convaincant. Une minorité confiante est plus efficace face à la majorité ;
- les personnes qui quittent la position de la majorité pour se rallier à celle de la minorité sont encore plus influentes que celles qui ont initié le mouvement d’innovation. De plus, une fois qu’un individu rejoint l’avis de la minorité, les autres suivent relativement vite. On peut parler d’une sorte d’effet « boule de neige » ;
- ce qui aide à l’innovation est que l’avis minoritaire devient le centre de la discussion, ce qui permet d’exposer plus d’arguments. La minorité peut alors avoir plus d’une occasion d’exposer son point de vue, ce qui augmente ses chances de convaincre.

Même si la minorité ne rassemble pas de nouveaux partisans, elle permet de casser l’avis majoritaire et de laisser les membres du groupe exprimer un avis qu’ils n’auraient peut-être pas osé avancer avant cela.
Une des expériences les plus connues sur le phénomène d’innovation est celle de Serge Moscovici, Elisabeth Lage et Martine Naffrechoux en 1969. L'expérience consiste à juger la couleur et l'intensité lumineuse de six diapositives bleues. Les groupes expérimentaux sont composés de quatre sujets naïfs et deux complices des expérimentateurs. Chacun donne sa réponse à tour de rôle et à haute voix. Les complices répondent soit en position 1 et 2 soit en position 1 et 4 et donnent systématiquement une mauvaise réponse : vert au lieu de bleu. Les participants se rallient à la mauvaise réponse donnée par les complices dans 8,25 % des cas contre 0,25 % dans les groupes témoins. Les groupes témoins sont composés de six sujets « naïfs » qui donnent leurs réponses par écrit.
L’effet de constance a pu être démontré ainsi. En effet les minorités ayant continuellement répété leur choix « vert » au lieu de « bleu » ont plus souvent rallié la majorité à leur opinion. Par contre, celles qui ont assuré que les diapositives bleues étaient vertes seulement pour deux tiers de celles-ci n’ont pas convaincu.

### Obéissance et soumission à l'autorité
L'obéissance est définie en psychologie comme la réalisation d'une conduite prescrite par une source d'autorité (réalisation d'une obligation). Le terme « source d'influence » est parfois utilisé. L'obéissance laisse sous-entendre une différenciation de positions ou rôles sociaux entre les individus (un patron et son employé, une mère et son enfant) et fait donc apparaître la notion d'« agent » d'un système (travail, familial, etc.).
La recherche en psychologie fait distinguer obéissance et soumission à l'autorité, notamment dans l'intérêt qu'elle porte plutôt à la deuxième notion. En effet, ce sont les cas extrêmes d'obéissance qui ont été les plus étudiés, principalement à travers l'expérience de Milgram sur la soumission à l'autorité. Cette expérience réalisée dans les années 1960 à l'université de Yale consistait à tester à quel point les participants se soumettent à l'autorité. Le but était de mesurer leur degré d’obéissance face à une source d'autorité en l’occurrence l'expérimentateur en blouse blanche. L'expérimentateur demandait au participant d'infliger à un sujet compère, qui était dans une autre pièce, des décharges électriques (punition) de plus en plus forte chaque fois que ce dernier se trompait dans la tâche de rappel de mots qui lui était imposée.
Les résultats des travaux de Stanley Milgram ont amené beaucoup de pistes d'interprétation à ce phénomène. Lui-même, ainsi que d'autres chercheurs, ont tenté de vérifier ou de confronter ces pistes en répliquant l'étude selon différents modes opératoires et sur différentes populations.
La conclusion principale de ces recherches est la suivante, le sujet soumis à une pression explicite de la part d’une source d’influence se place dans un « état agentique » : lorsqu’un individu reçoit des instructions ou des ordres d’un autre individu détenant une certaine autorité ou prestige, il devient l’instrument d’une volonté dont les tenants et aboutissants le dépassent.
Les auteurs distinguent l'obéissance du conformisme en signalant que l'obéissance et, par extension, la soumission à l'autorité exige une pression de la part d'un tiers mais aussi une différence de statut entre les deux individus en situation.

## Autres formes d'influence

### Facilitation et inhibition sociale
En 1898, Norman Triplett, un psychologue social, a constaté qu'un coureur cycliste avait une meilleure performance lorsqu'il était en présence d'un autre coureur que lorsqu'il courait seul contre la montre. Pour vérifier cet effet, il mit en place une expérience dans laquelle on demandait à des enfants d'enrouler le plus rapidement possible du fil sur un moulinet de canne à pêche. La moitié des enfants réalisait cette tâche seuls alors que l'autre moitié la réalisait en compagnie d'un autre enfant. Les résultats ont montré que les enfants avaient une meilleure performance lorsqu'ils étaient en présence d'un camarade.
La facilitation sociale se définit comme « l'effet positif de la présence des autres sur la performance ». Cependant, il faut noter que la présence des autres peut également avoir un effet inhibiteur et donc diminuer la performance de l'individu.
Robert Zajonc a entrepris plusieurs recherches à ce sujet. Il a mis en avant que lorsque les tâches étaient faciles (c’est-à-dire quand la réponse la plus probable était celle qui était correcte), il y avait un effet de facilitation sociale et donc un meilleur rendement. Par contre, lorsque les tâches étaient complexes (c'est-à-dire quand la réponse correcte n’était pas celle qui prédominait), la présence d’autrui favorisait l’inexactitude dans les réponses.

### Manipulation et engagement
La manipulation est une forme d’influence implicite dans laquelle la personne qui en est victime a l'impression de rester libre de ses choix. Elle se base principalement sur le principe d’engagement. La personne s’engage dans un comportement qu’il sera difficile de quitter. Parfois, c’est une personne extérieure qui initie les premiers comportements et force implicitement l'individu à s’engager dans une dynamique dont il pourra difficilement sortir.
Jean-Léon Beauvois et Robert-Vincent Joule dans leur livre Petit traité de manipulation à l'usage des honnêtes gens, définissent l'engagement comme « le lien qui existe entre l'individu et ses actes ». Ils en dégagent deux axiomes :
- « Seuls les actes engagent les individus » ;
- « L'engagement d'un individu présente une intensité variable et contrôlable », c'est-à-dire qu'on peut le renforcer ou l'affaiblir.

Différents facteurs peuvent influencer l'engagement comme le fait que l'acte soit public, répétitif, coûteux ou encore irrévocable. Il est également important de préciser qu’il doit s’agir d'actes n’allant pas à l’encontre des attitudes habituelles de l'individu.
Il existe différents types d’engagement, en voici les principaux :
- la technique du pied dans la porte : il s’agit de demander une ou plusieurs choses banales à une personne pour ensuite lui faire part de notre véritable requête. Par exemple, demander l’heure avant de demander de prêter 1 € ;
- la technique de la porte au nez : il s’agit de faire une demande démesurée pour ensuite obtenir quelque chose de raisonnable. Par exemple demander à quelqu’un de prêter 100 € pour ensuite abaisser la requête à 10 € ;
- l’amorçage : l’individu se lance dans un comportement dont on lui cache dans un premier temps le coût réel. On lui fait miroiter quelque chose qu’il n’aura pas. Par exemple, la personne voit un canapé qui ne lui plaît pas vraiment, mais avec lequel on lui promet un halogène gratuit. Arrivé en caisse on lui explique que la promotion n’est plus d’actualité et qu’elle doit donc payer plus cher que prévu. Dans la plupart des cas, la personne acceptera de payer plus car sinon, cela voudrait dire qu’elle aurait acheté ce canapé pour la promotion et non parce qu’il lui plaisait ;
- le pied dans la bouche : il s’agit simplement de demander à une personne si elle va bien. Une réponse positive prédispose favorablement à l’acceptation d’une requête ;
- l’étiquetage : attribuer une étiquette à une personne lui fait souvent se comporter en conséquence. Par exemple, dire à quelqu’un qu’il est généreux augmentera les chances qu’il prête de l’argent ;
- le toucher : toucher brièvement une personne peut augmenter les chances qu’elle accepte une requête. Par exemple effleurer l’avant-bras ou poser sa main sur l’épaule durant un bref moment ;
- le leurre : il s’agit de faire miroiter quelque chose à l’individu, de lui annoncer que malheureusement ce n’est plus disponible et de lui proposer ensuite quelque chose de moins bien. Par exemple proposer un superbe téléphone portable dernier cri et en solde qui n’est justement plus en stock. Cependant il y en a un autre un peu moins bien, non soldé mais disponible tout de suite ;
- la technique du « mais vous êtes libre » : énoncer ces mots à la fin de la phrase donne à la personne l’illusion qu’elle est maîtresse de ses actes et augmente les chances qu’elle accepte une requête[27],[28].

### Polarisation de groupe
La prise de décision communautaire peut elle aussi être influencée socialement ; il est rare que tous les membres d'un groupe aient le même point de vue. Pour aboutir à une décision ou consensus, les membres du groupe s’engagent alors dans des interactions qui font apparaître le phénomène de polarisation de groupe : les décisions que les individus prennent seuls par rapport à une situation sont moins extrêmes et risquées que celles qu'ils prennent après en avoir discuté en groupe.
En 1961, James Stoner, psychologue social américain, est le premier à avoir étudié cette influence sociale de façon empirique la prise de décision en groupe. Il s'agissait alors pour lui de mesurer les différences de prise de risque interindividuelles[réf. souhaitée].
Serge Moscovici et Marisa Zavalloni en 1969, sont les premiers auteurs français à généraliser ce concept important en psychologie sociale et psychologie collective. Les travaux sur la polarisation de groupe impliquent en général les phases suivantes :
1. Les décisions individuelles (préconsensus) : l'individu seul face à une situation donnée se fait son opinion ;
2. Discussions et décisions collectives en petits groupes (consensus) : tous les sujets qui travaillent sur la situation initiale s'engagent dans des interactions afin de prendre une décision unanime ;
3. Nouvelles décisions individuelles (postconsensus) : chaque membre du groupe note finalement sa décision.

L'on constate à la suite de ces travaux que lorsque les individus discutent en groupe pour arriver à une décision ils prennent une position plus extrême que celle qu'ils prennent de façon individuelle.
Moscovici et Zavalonni ainsi que Willem Doise (1969) défendent alors l'idée que l'effet du groupe est de polariser les attitudes.
En 1969, Moscovici et Zavalloni demandent à des élèves d'un lycée parisien de discuter par groupe de quatre de leurs opinions concernant le général de Gaulle pour un premier groupe et les Américains pour un deuxième groupe. Au préalable ces élèves ont exprimé de façon individuelle leur opinion.
À l'issue de l'expérience, Moscovici et Zavalloni observent que dans le groupe 1 les positions individuelles des élèves sont plus extrêmes et favorables à Charles de Gaulle, dans le groupe 2 les opinions individuelles sont plus extrêmes et défavorables aux Américains qu'avant les discussions de groupe. Ils en ont déduit alors que l'effet de polarisation du groupe pouvait avoir une direction différente selon le sujet de discussion.
Les deux conclusions essentielles des diverses expériences menées sur la polarisation de groupe sont que :
- le groupe n'est pas la moyenne des individus qui le composent ;
- l'effet de la discussion en groupe est toujours le même : rendre plus extrême la position individuelle initiale.

Aux États-Unis, David G. Myers (en) et Martin F. Kaplan étudient en 1976 la polarisation de groupe dans le contexte de procès avec jury. Ils ont demandé à des étudiants constitués en faux jurys de juger de la culpabilité ou de l’innocence d’un individu accusé de faits criminels. Les chercheurs ont manipulé la preuve qui est utilisée dans le procès afin de créer au départ deux groupes tels que l'un soit en faveur de la condamnation, l'autre en faveur de l'acquittement.
Les résultats montrent que dans le groupe en faveur de la condamnation les discussions augmentent la probabilité que l’accusé soit reconnu coupable. L’inverse est retrouvé dans le groupe pro-acquittement.
Kalven et Zeisel (1966) confirment l’effet de polarisation dans de vraies décisions de jurys. Ils trouvent que dans 209 cas sur 215, la décision finale confirmait la position majoritaire initiale.
En extrapolant ces découvertes dans le cadre de la psychologie interculturelle le groupe peut être perçu comme un révélateur de culture. Parmi tous les processus qui existent dans un groupe, le phénomène de polarisation permet d’appréhender la façon de penser et de réfléchir des membres d'un groupe et ce qui les différencie d'un autre groupe, qu'il soit social ou culturel par exemple. En effet, Doise et Moscovici (1984) rappellent que la polarisation s'effectue « vers la norme, le zeitgeist (esprit du temps) de la culture ou de la société dans laquelle vivent les membres du groupe. »
Plusieurs explications ont été avancées pour comprendre le phénomène de polarisation.
La réflexion de groupe amènerait à un examen superficiel des faits : les individus se reposent sur ce que pensent les autres. Le consensus permet à l’individu de faire le moins d’effort possible pour parvenir à une décision car si la majorité pense une chose alors c’est que cette chose est vraie. Le consensus reflète la réalité, il devient donc heuristique, c'est-à-dire qu'il permet de faire des économies dans le traitement de l’information en écartant ainsi les autres données disponibles qui pourraient les amener à prendre une décision.
À l'inverse, la réflexion de groupe amène aussi à un examen approfondi des faits en général lorsque la décision à prendre affecte le groupe directement. Les sujets s’impliquent plus et traitent l’information de façon plus spécifique en s’appuyant sur ce que les gens pensent et pourquoi ils le pensent, en plus de leur propre opinion.
De surcroît il peut y avoir polarisation du fait de l'effet produit par l'opinion majoritaire, la majorité pèse plus lourd dans la discussion et donc dans le consensus final du fait que ses arguments et sa place dans la discussion sont plus centraux, nombreux et imposants.

### Prédiction créatrice

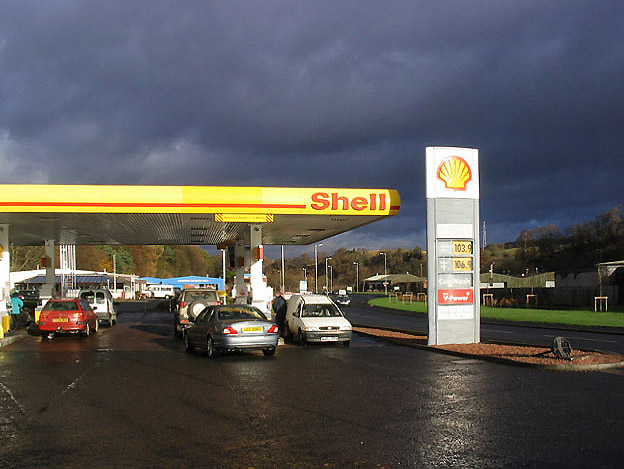
Illustration d'une prédiction créatrice. La rumeur d'une pénurie d'essence a engendré un mouvement de foule vers les pompes à essence, ce qui entraîna la pénurie annoncée.

La notion de prédiction créatrice — ou prophétie auto-réalisatrice ou Effet Pygmalion — est définie par Robert King Merton comme « une définition fausse de la situation, provoquant un comportement nouveau qui rend vraie la conception, fausse à l’origine », ce qui signifie en d'autres termes que les attentes fausses d’un individu envers une autre personne poussent cette autre personne à se comporter de manière à confirmer l’attente originale qui était fausse. Le comportement d'un individu se retrouve influencé inconsciemment par les attentes de son entourage,.
Par exemple, en 1979, en Californie, une rumeur commença à courir à propos d'une future pénurie d'essence. Celle-ci entraîna une précipitation vers les pompes à essence. Peu après, il y eut effectivement une pénurie, comme annoncé. En réalité, la rumeur n'était pas fondée mais a entraîné sa confirmation, à la suite des comportements des automobilistes. Un autre exemple est repris par Merton : en 1932, il y eut une rumeur à propos de l’insolvabilité d’une banque. Une fois qu’un certain nombre d’investisseurs y crut, elle se confirma par la faillite de la banque. À nouveau, la rumeur n’était pas fondée, mais elle a fait apparaître un comportement qui a engendré sa confirmation.
Snyder et Stukas mettent en avant que, dans la prophétie auto-réalisatrice, les attentes qu’un individu a envers une autre personne peuvent se voir confirmées de deux manières. D’une part, la confirmation des attentes peut être perceptuelle (traduction littérale de l’anglais « Perceptual Confirmation »), elle s’opère dans l’esprit du percevant. D’autre part, la confirmation peut être comportementale (traduction littérale de l’anglais « Behavioral Confirmation »), c’est-à-dire qu’au cours de l’interaction, la cible agira et se comportera suivant les attentes que le percevant a envers elle.

### Confirmation comportementale
La confirmation comportementale comprend quatre étapes,,,,,,,,, :
1. Le percevant adopte des croyances à propos de la cible ;
2. Le percevant se comporte envers la cible comme si ces croyances étaient vraies ;
3. La cible adapte son comportement selon ce que lui transmet le percevant ;
4. Le percevant interprète le comportement de la cible comme confirmant leurs croyances.

De nombreux auteurs ont entrepris des recherches sur la confirmation comportementale. Ce phénomène a principalement été étudié en laboratoire. Dans un premier temps, les chercheurs manipulent les attentes d’un individu (le percevant) envers un autre (la cible). Ensuite, ils demandent au percevant et à la cible de discuter ensemble pour apprendre à se connaître. À la fin de l’interaction, ils demandent au percevant de juger la personnalité de la cible sur la base des dimensions qui avaient défini l’attente. La confirmation comportementale apparaît quand le comportement de la cible reflète les attentes induites par le percevant. Toutefois, il se peut que les attentes ne soient pas confirmées, on parle alors d’infirmation comportementale (traduction littérale de l’anglais « Behavioral Disconfirmation »).
Il est important de noter que les individus qui étaient en interaction ne se connaissaient pas auparavant et ne seront en général pas amenés à se revoir plus tard. De telle sorte, cette relation était qualifiée d’atypique et non naturelle. Haugen et Snyder ont observé que lorsqu’ils disaient aux participants qu’ils seraient amenés à encore interagir dans le futur, les effets de la confirmation comportementale étaient plus élevés que lorsqu’ils savaient qu’ils ne se reverraient plus par la suite.
Selon Snyder et Klein, il faut rester prudent quant à la généralisation de ce phénomène car celui-ci ne pourrait peut-être que se manifester dans des rencontres en laboratoire.
Swann, Stein-Seroussi et McNulty ont remarqué que les attentes négatives étaient plus difficiles à exprimer pour les percevants. Elles seront alors généralement perçues à travers leur comportement non verbal. Les cibles, qui éprouvent toutefois plus de difficultés à le détecter, auront moins tendance à confirmer les attentes. Snyder et Stukas ont quant à eux constaté que les percevants seront plus intéressés d’avoir des contacts ultérieurs avec les cibles envers lesquelles ils avaient des attentes positives.
Snyder pointe les différences de pouvoir inhérentes au rôle de percevant ou de cible[pas clair]. C’est le percevant qui a des croyances et attentes préconçues et qui dispose d’informations sur la cible. Il détient dès lors plus de pouvoir.
Copeland met en avant que, parfois, les cibles confirment certaines attentes négatives des percevants même si elles en sont conscientes. En effet, le fait que les percevants, perçus comme puissants, puissent entrer en représailles contre elles peut expliquer cette réaction. Quand c’était la cible qui avait le pouvoir de contrôler les résultats, il n’y avait pas de confirmation comportementale. Stukas et Snyder ont quant à eux observé que les cibles confirmaient les attentes même quand elles étaient à un niveau de pouvoir égal avec les percevants.
Copeland a également reporté que le pouvoir accordé aux percevants ou aux cibles influençait leurs motivations. En effet, quand les percevants avaient du pouvoir, leur motivation était d’apprendre à connaître les cibles. Lorsqu’ils n’avaient pas de pouvoir, ils préféraient faciliter l’échange en vue d’une interaction favorable avec la cible. Parallèlement, quand les cibles avaient du pouvoir, elles souhaitaient apprendre à connaître leurs partenaires, tandis que lorsqu’elles n’avaient pas de pouvoir, elles préféraient avoir des interactions plaisantes.
Jost & Kruglanski remarquent qu’en général les percevants perpétuent des impressions et croyances qui sont erronées, même lorsque les cibles n’ont pas confirmé leurs attentes,,.
Ce phénomène de confirmation comportementale permet de comprendre pourquoi certains stéréotypes sociaux partagés se maintiennent. En général, la cible se comporte de façon à confirmer ces stéréotypes, ce qui dès lors les rend légitimes. Ils peuvent aussi légitimer les actions des groupes avantagés et le déséquilibre des forces et du pouvoir entre les groupes avantagés et désavantagés dans la société. Jussim et Fleming ont montré que le maintien des stéréotypes était plus souvent le résultat de prophétie auto-réalisatrice de type « institutionnelle » plutôt que dyadique.
Les personnes qui sont typiquement les cibles de stéréotypes sociaux et culturels sont souvent ceux qui ont le moins de pouvoir dans notre société (ex : les membres de groupes minoritaires). Elles dépendent du pouvoir des percevants, c’est pourquoi elles veulent bien s’entendre avec ces derniers et s’accommodent à leur volonté, souvent en agissant comme on l’attend de leur part, en confirmant les attentes des percevants.
Certaines recherches ont suggéré que les effets de confirmation de grande magnitude tendent à apparaître dans des dyades composées de percevants mâles et de cibles femmes, le percevant ayant un statut relativement haut et plus de pouvoir que la cible. D’autres recherches ont toutefois indiqué que la composition liée au genre au sein de la dyade percevant-cible, ne peut pas expliquer de manière fiable la magnitude de la confirmation comportementale,.

## Approche globale du phénomène d'influence

### Introduction provisoire
Comme décrit ci-dessus, les approches théoriques se présentent sous la forme de clusters de connaissances. Il existe une approche globale publiée en 2012 qui tente une intégration pour former une approche globale des phénomènes d'influence.  cette approche destinée à la formation se concrétise par des cas, des jeux open source  un site destinée à la formation et à la refexion éthique .

#### Ouvrages
- Jean-Léon Beauvois, Gabriel Mugny et Dominique Oberlé, Relations humaines, groupe et influence sociale, t. 1, Grenoble, Presses universitaires de Grenoble, coll. « Psychologie sociale », 1er janvier 1995, 1re éd., 384 p. (ISBN 978-2-7061-0607-1, présentation en ligne)
- (en) David G. Myers, Social psychology, New York, McGraw-Hill College, octobre 1992, 4e éd., 704 p. (ISBN 0-07-044292-4 et 978-0075511373)
- Jacques-Philippe Leyens et Vincent Yzebyt, Psychologie sociale : Nouvelle édition revue et augmentée, Sprimont, Mardaga, 1997, 368 p. (ISBN 2-87009-663-1 et 978-2870096635, présentation en ligne)
- Luc Bédard, Josée Déziel et Luc Lamarche, Introduction à la psychologie sociale : Vivre, penser et agir avec les autres, Sprimont, Éditions du Renouveau Pédagogique Inc, coll. « Sciences humaines », 13 septembre 2006, 2e éd., 418 p. (ISBN 2-7613-1914-1 et 978-2761319140, présentation en ligne)
- Geneviève Paicheler, Psychologie des influences Sociales : contraindre, convaincre, persuader, Neuchâtel, Delachaux & Niestlé, coll. « Actualités pédagogiques et psychologiques », 1985, 256 p. (ISBN 2-603-00555-3 et 978-2603005552)
- Grand dictionnaire de la psychologie, Paris, Éditions Larousse, coll. « Les grands dictionnaires culturels », septembre 2011, 2e éd., 1062 p. (ISBN 978-2-03-586399-7 et 2-03-586399-6, présentation en ligne)
- Patrick Gosling (dir.), Jérôme Bouchet et al., Psychologie sociale, t. 1 : L'individu et le groupe, Rosny-sous-Bois, Éditions Bréal, coll. « Lexifac », 1996, 1re éd., 224 p. (ISBN 2-85394-886-2, présentation en ligne)
- Stéphanie Baggio, Psychologie Sociale : Concepts et expériences, Bruxelles, De Boeck, coll. « Le point sur… Psychologie », juin 2011, 2e éd., 176 p. (ISBN 978-2-8041-6401-0 et 2-8041-6401-2, présentation en ligne)
- Jean-Léon Beauvois et Robert-Vincent Joule, Petit traité de manipulation à l'usage des honnêtes gens, Grenoble, Presses universitaires de Grenoble, janvier 2002, 1re éd., 288 p. (ISBN 978-2-7061-1044-3, présentation en ligne)
- Jean-Claude Frezal, Béatrice Frezal, Caroline Leininger-Frezal, Thomas Mathia et Bertrand Mory, Influence & Systèmes, Lyon, L'Interdisciplinaire, octobre 2012, 2e éd., 288 p. (présentation en ligne)
- Guimond, S., Psychologie Sociale : Perspectives multiculturelles, Wavre, Mardaga, 2010, 293 p. (ISBN 978-2-8047-0032-4, lire en ligne), p. 25
- Meier O., Comprendre la société par les sciences sociales, VA Editions, 2022, 184 p.
- Smith, E.R. et Mackie, D.M., Social Psychology 2nd edition, Psychology Press, US, 1999, 657 p. (ISBN 978-1-84169-409-2), p. 347
- Germaine de Montmollin, L'influence sociale : phénomènes, facteurs et théories, Paris, Presses universitaires de France, 1977
- Jere E. Brophy et Thomas L. Good, Teacher-Student Relationships : Causes and Consequences, New York, Holt, Rinehart & Winston, 1974, 400 p. (ISBN 978-0-03-085749-2)

#### Articles
- (en) Morton Deutsch et Harold Benjamin Gerard, « A study of normative and informational social influences upon individual judgment », Journal of Abnormal Psychology, American Psychological Association, vol. 51, no 3,‎ novembre 1955, p. 629-636 (ISSN 0021-843X, e-ISSN 1939-1846, DOI 10.1037/h0046408, résumé, lire en ligne)
- (en) Stanley Schachter, « Deviation, rejection and communication », Journal of Abnormal Psychology, American Psychological Association, vol. 46, no 2,‎ avril 1951, p. 190-207 (ISSN 0021-843X, DOI 10.1037/h0062326, résumé)
- (en) Charles E. Miller et Patricia Doede Anderson, « Group decision rules and the rejection of deviates », Social Psychology Quarterly, American Sociological Association, vol. 42, no 4,‎ 1979, p. 354-363 (ISSN 0190-2725, e-ISSN 1939-8999, résumé)
- (en) Herbert C. Kelman, « Compliance, identification, and internalization three processes of attitude change », Journal of Conflict Resolution, American Sociological Association, vol. 2, no 1,‎ mars 1958, p. 51-60 (ISSN 0022-0027, e-ISSN 1552-8766, DOI 10.1177/002200275800200106, lire en ligne [[PDF]])
- (en) Solomon E. Asch, « Opinions and Social Pressure », Scientific American, San Francisco, W. H. Freeman & co., vol. 193, no 5,‎ novembre 1955, p. 31-35 (lire en ligne [[PDF]])
- (en) Lee Ross, Gunter Bierbauer et Susan Hoffman, « The role of attribution processes in conformity and dissent: Revisiting the Asch situation », American Psychologist, Washington, American Psychological Association, vol. 31, no 2,‎ février 1976, p. 148-157 (ISSN 0003-066X, e-ISSN 1935-990X, DOI 10.1037/0003-066X.31.2.148, résumé)
- (en) S. Moscovici, E. Lage et M. Naffrechoux, « Influence of a consistant minority on the responses of a majority in a color perception task. », Sociometry, vol. 32, no 4,‎ décembre 1969, p. 365-379 (résumé).
- S Milgram (trad. de l'anglais par Emy Molinié), Soumission à l'autorité : un point de vue expérimental, Paris, Calman-Lévy, 1974, 268 p. (ISBN 2-7021-0457-6)
- (en) Norman Triplett, « The dynamogenic factors in pacemaking and competition », American Journal of Psychology, vol. 9,‎ 1898, p. 507-533
- (en) Robert B. Zajonc, « Social Facilitation », Science, vol. 149, no 3681,‎ 1965, p. 269-274 (lire en ligne)
- (en) Robert King Merton, « The Self-Fulfilling Prophecy », The Antioch Review, vol. 8, no 2,‎ 1948, p. 193-210
- (en) Lee Jussim, « Social perception and social reality: A reflection-construction model », Psychological Review, vol. 98, no 1,‎ 1991, p. 54-73
- (en) Mark Snyder et Arthur A. Stukas, « Interpersonal Processes: The Interplay of Cognitive, Motivational, and Behavioral Activities in Social Interaction », Annual Review of Psychology, vol. 50,‎ 1999, p. 273-303 (lire en ligne)
- (en) Jacquie D. Vorauer et Dale T. Miller, « Failure to recognize the effect of implicit social influence on the presentation of self », Journal of Personality and Social Psychology, vol. 73, no 2,‎ 1997, p. 281-295 (lire en ligne)
- Jean-François Staszak, « Prophéties auto-réalisatrices et géographie », L’espace géographique, vol. 29, no 2,‎ 2000, p. 105-119 (lire en ligne)
- (en) John M. Darley et Russell H. Fazio, « Expectancy confirmation processes arising in the social interaction sequence », American Psychologist, vol. 35, no 10,‎ 1980, p. 867-881 (DOI 10.1037/0003-066X.35.10.867)
- (en) Kay Deaux et Brenda Major, « Putting gender into context: an interactive model of genderrelated behavior », Psychological Review, vol. 94, no 3,‎ 1987, p. 369-389 (DOI 10.1037/0033-295X.94.3.369)
- (en) Monica J. Harris et Robert Rosenthal, « Mediation of interpersonal expectancy effects: 31 metaanalyses », Psychological Bulletin, vol. 97, no 3,‎ 1985, p. 363-386 (DOI 10.1037/0033-2909.97.3.363, lire en ligne)
- (en) Edward E. Jones, « Interpreting interpersonal behavior: the effects of expectancies », Science, vol. 234, no 4772,‎ 1986, p. 41-46 (DOI 10.1126/science.234.4772.41)
- (en) Lee Jussim, « Self-fulfilling prophecies: a theoretical and integrative review », Psychological Review, vol. 93, no 4,‎ 1986, p. 429-445 (DOI 10.1037/0033-295X.93.4.429)
- (en) Dale T. Miller et William Turnbull, « Expectancies and interpersonal processes », Annual Review of Psychology, vol. 37,‎ 1986, p. 233-256 (DOI 10.1146/annurev.ps.37.020186.001313)
- Robert Rosenthal, On the Social Psychology of the Self-fulfilling Prophecy : Further Evidence for Pygmalion Effects and Their Mediating Mechanisms, New York, MSS Modular Publications Inc., 1974, 28 p. (OCLC 12832066)
- M. Snyder, « When belief creates reality », dans L. Berkowitz (dir.), Advances in Experimental Social Psychology, vol. 18, Orlando, FL, Academic Press, 1984, p. 247-305.
- M. Snyder, « Motivational foundations of behavioral confirmation », dans M. P. Zanna (dir.), Advances in Experimental Social Psychology, vol. 25, Orlando, FL, Academic Press, 1992, p. 67-114.
- (en) Mark Snyder et Olivier Klein, « Construing and constructing others: On the reality and the generality of the behavioral confirmation scenario », Interaction Studies, vol. 6, no 1,‎ 2005, p. 53-67 (DOI 10.1075/is.6.1.05sny, lire en ligne)
- J. A. Haugen et M. Snyder, Effects of perceiver's beliefs about future interactions on the behavioral confirmation process. : Paper presented at the annual meeting of the American Psychological Society, American Psychological Society, 1995.
- (en) William B. Swann, Alan Stein-Seroussi et Shawn E. McNulty, « Outcasts in a white lie society: The enigmatic words of people with negative self-conceptions », Journal of Personality and Social Psychology, vol. 62, no 4,‎ 1992, p. 618-624 (lire en ligne)
- M. Snyder, Power and the dynamics of social interaction. : Presented at the 8th Annual Conference Advers., Amherst, MA, 1995.
- (en) John T. Copeland, « Prophecies of power: Motivational implications of social power for behavioral confirmation », Journal of Personality and Social Psychology, vol. 67, no 2,‎ 1994, p. 264-277 (DOI 10.1037/0022-3514.67.2.264)
- (en) Arthur A. Stukas et Mark Snyder, « Targets' awareness of expectations and behavioral confirmation in ongoing interactions », Journal of Experimental Social Psychology, vol. 38, no 1,‎ 2002, p. 31-40
- (en) John T. Jost et Arie W. Kruglanski, « Estrangement of social constructionism and experimental social psychology: A tale of a rift and prospects for reconciliation », Personality and Social Psychology Review, vol. 6, no 3,‎ 2002, p. 168-187 (lire en ligne)
- (en) Steven L. Neuberg, « The goal of forming accurate impressions during social interactions: attenuating the impact of negative expectations », Journal of Personality and Social Psychology, vol. 56, no 3,‎ 1989, p. 374-386 (DOI 10.1037/0022-3514.56.3.374)
- (en) James L. Hilton et John M. Darley, « Constructing other persons: a limit on the effect », Journal of Experimental Social Psychology, vol. 21, no 1,‎ 1985, p. 1-18
- (en) Mark Snyder et Julie A. Haugen, « Why does behavioral confirmation occur? A functional perspective on the role of the target », Personality and Social Psychology Bulletin, vol. 21, no 9,‎ 1995, p. 963-974 (DOI 10.1177/0146167295219010)
- (en) John T. Jost et Mahzarin R. Banaji, « The role of stereotyping in system-justification and the production of false consciousness », British Journal of Social Psychology, vol. 33, no 1,‎ 1994, p. 1-27 (DOI 10.1111/j.2044-8309.1994.tb01008.x)
- L. Jussim et C. Fleming, « Self-fulfilling prophecies and the maintenance of social stereotypes : The role of dyadic interactions and social forces », dans C. N. Macrae, M. Hewstone, M. et C. Stangor (dir., Stereotypes and stereotyping, New York, Guilford, 1996, p. 161-192.
- (en) Dana Christiansen et Robert Rosenthal, « Gender and nonverbal decoding skill as determinants of interpersonal expectancy effects », Journal of Personality and Social Psychology, vol. 42, no 1,‎ 1982, p. 75-87 (DOI 10.1037/0022-3514.42.1.75, lire en ligne)
- (en) Susan M. Andersen et Sandra L. Bem, « Sex typing and androgyny in dyadic interaction: individual differences in responsiveness to physical attractiveness », Journal of Personality and Social Psychology, vol. 41, no 1,‎ 1981, p. 74-86 (lire en ligne)
- J. A. Hall et N. J. Briton, « Gender, nonverbal behavior, and expectations », dans P. D. Blanck (dir.), Interpersonal expectations: Theory, research, and applications, New York, Cambridge University Press, 1993, p. 276-295
- Hewstone, M., Stroebe, W. & Jonas, K. (2007). Introduction to Social Psychology: A European Perspective (4th ed.). London: Blackwell.